# Aaron Goldberg
Aaron Goldberg (Boston, 30 aprile 1974) è un pianista jazz statunitense di New York City.

## Biografia
Cominciò a studiare pianoforte a sette anni ed ebbe come insegnanti Bob Sinicrope e il sassofonista Jerry Bergonzi. Nel 1991, all'età di 17 anni, studiò alla New School for Jazz and Contemporary Music prima di iscriversi alla Harvard University, dove vinse il premio della International Association of Jazz Educators' Clifford Brown/Stan Getz Fellowship e divenne un membro del programma di Betty Carter Jazz Ahead. Diplomatosi ad Harvard nel 1996, partecipò come sideman e si è più volte associato al sassofonista Joshua Redman. Il suo album di debutto come leader fu Turning Point. Nel 2005, partecipò a un tour con il quartetto Wynton Marsalis. La sua pubblicazione più recente è At The Edge Of The World. Goldberg vive attualmente a Brooklyn.
Una delle registrazioni di Goldberg, "OAM's Blues" (da Worlds), è una traccia di esempio inclusa nel sistema operativo della Microsoft Windows Vista.
Goldberg nel corso della sua carriera ha collaborato con figure di spicco nell'ambito del jazz internazionale come Al Foster, Freddie Hubbard, Nicholas Payton, Stefon Harris, Mark Turner, Kurt Rosenwinkel, Wynton Marsalis, Reuben Rogers, Charles Lloyd, Dario Chiazzolino, Eric Harland, Bob Mintzer e molti altri.

## Discografia

### Album come leader
- Turning Point (1999)
- Unfolding (2001)
- Worlds (2006)
- Home (2010)
- The Now (2014)
- At The Edge Of The World (2018)

### Album come co-leader
- Bienestan, con Guillermo Klein (2011)
- Live in Sevilla, con Mark Turner (2003) Oam Trio
- Flow (2002) Oam Trio
- Trilingual (1999) Oam Trio

### Album come sideman
- Braid (2007) 3 Cohens
- The Ancient Art Of Giving (2006) Omer Avital
- The Things I Am (2006) Reuben Rogers
- Emotionally Available (2006) Eli Degibri
- In The Beginning (2003) Eli Degibri
- In The Morning (2006) Michael Blanco
- Can't Wait for Perfect (2006) Rob Reynolds
- By a Thread (2006) John Ellis
- One Foot in the Swamp (2005) John Ellis
- Roots, Branches, and Leaves (2002) John Ellis
- Elbow Room (2005) Vincent Gardner
- One (2005) Chris Higginbotham
- Unearth (2005) Jonathan Kreisberg
- Ocean Avenue (2005) Klemens Martkl
- Vintage (2005) Kathy Kosins
- All Stars 10th Anniversary Tribute (2004) Fresh Sound
- The Unquiet (2002) Matt Penman
- Passage of Time (2001) Joshua Redman
- Beyond (2000) Joshua Redman
- Times Change (2001) Wayne Escoffery
- Swingin' (2001) Mark Elf
- Deelings (2001) Darren Barrett
- Magali Souriau Orchestra Live at Birdland (2000) Magali Souriau
- Live At Birdland (2000) Various Artists
- Brand New World (2000) Jimmy Greene
- Introducing Jimmy Greene (2000) Jimmy Greene
- Empathy (1999) Tony Gaboury
- The Calling (1999) Richard Boulger
- Serendipity (1998) Gregory Tardy
- Wham (1998) Terry Gibbs / Buddy DeFranco
- The Justin Mullins Quintet (1998) Justin Mullens
- El Minautauro (1996) Guillermo Klein
- My Spirituals (1994) Bibi Black